# Xantusia bolsonae
Espèce
Statut de conservation UICN

 DD  : Données insuffisantes
Xantusia bolsonae est une espèce de sauriens de la famille des Xantusiidae.

## Répartition
Cette espèce est endémique du l'État de Durango au Mexique.

## Description
Cette espèce vit dans des milieux rocheux et arides.

## Étymologie
Cette espèce est nommée en référence au lieu de sa découverte, Bolsón de Mapimí.

## Publication originale
- Webb, 1970 : Another new night lizard (Xantusia) from Durango, Mexico. Contributions in Science of the Natural History Museum of Los Angeles County, no 194, p. 1-10 (texte intégral).